# 施默尔恩
施默尔恩（德語：Schmölln，發音：[ʃmœln] ⓘ）是德国图林根州阿尔滕堡地区县的城市，面积94.53平方千米，2023年12月31日人口为13,607人。2019年1月1日，市镇阿尔特基兴、德罗根、伦普齐希、讷布德尼茨和维尔登伯滕并入施默尔恩。